# ژیان‌مرغ سبیلچه‌ای جنوبی
ژیان‌مرغ سبیلچه‌ای جنوبی (نام علمی: Pogonotriccus eximius) گونه‌ای در معرض خطر انقراض از پرندگان گنجشک‌سان در تیرهٔ ژیان‌مرغان (Tyrannidae)، مگس‌گیرهای ژیان‌مرغ است. این پرنده در آرژانتین، برزیل و پاراگوئه یافت می‌شود.